# 勃兰卡飞机公司

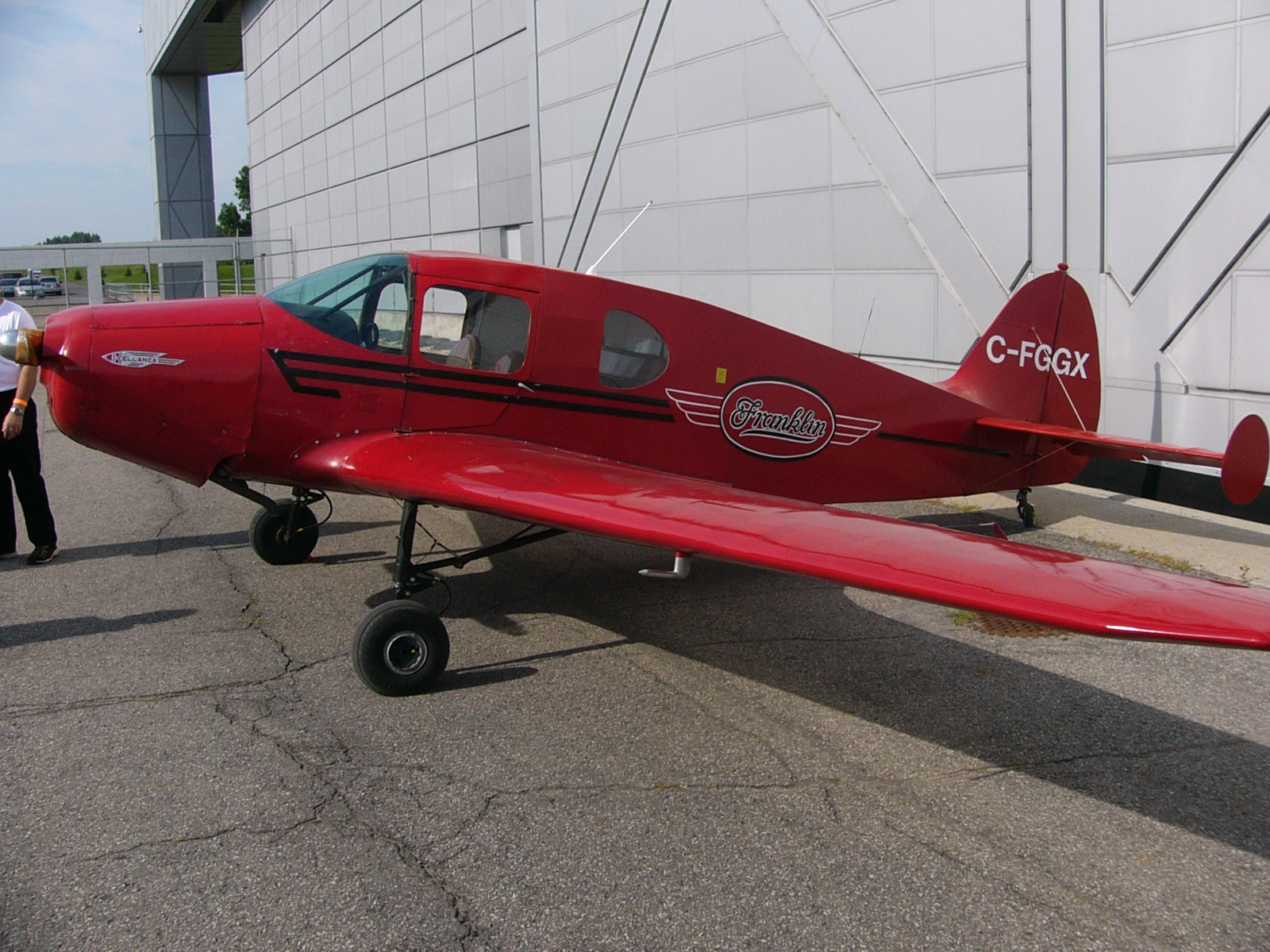
生产于1947年的勃兰卡14-13

勃兰卡飞机公司（AviaBellanca Aircraft Corporation）是美国的一家飞机设计及制造公司。公司由朱塞佩·马里奥·勃兰卡于1927年在纽约州成立，1983年前原名为 Bellanca Aircraft Company。1927年开始，公司总裁及董事长一直由勃兰卡担任，直到他在1954年将公司售予阿尔伯特（L. Albert）和他的儿子。

## 资料来源

### 脚注
1. ↑  . National Air and Space Museum, Archives Division.   [2013-08-23]. （原始内容存档于2016-06-18）.